# Трайко Атанасов
Трайко Андреев Атанасов е български учен, изобретател и рационализатор в областта на техническите науки.

## Биография
Роден е на 20 март 1918 година в Куманово, тогава окупиран от Царство България. Завършва електроинженерство във Виена през 1946 година.
От 1956 година работи в Научноизследователския и проектно-конструкторски институт по електропромишленост в София, където участва като научен секретар в разработването на нова серия асинхронни електродвигатели до 100 kV. Автор е на редица изобретения (Верижен електротелфер с присъединен електродвигател, Взривозащитен елекетротелфер (1967), Електротелфер с микроподем (1969), две серии електродвигатели с конусни ротори) и научни трудове с голямо научно и практическо значение в България и чужбина. В 1959 година, а после и в 1969 година е част от колективи, удостоени с Димитровска награда. Обявен е за Заслужил деятел на науката на 22 май 1969 година.
Умира на 10 септември 1977 година в София, Народна република България.